# Újezd u Tišnova
Újezd u Tišnova, bis 1960 Újezd, (deutsch Aujest, früher Augezd) ist eine Gemeinde in Tschechien. Sie liegt acht Kilometer nordwestlich von Tišnov und gehört zum Okres Brno-venkov.

## Geographie
Újezd u Tišnova befindet sich in der Böhmisch-Mährischen Höhe rechtsseitig der Bobrůvka an der Einmündung des Baches Kozlí potok. Südöstlich erhebt sich die Mírová (467 m). Südlich des Dorfes verläuft die Bahnstrecke Brno-Havlíčkův Brod, nächste Bahnstationen sind Řikonín und Dolní Loučky.
Nachbarorte sind Vrbka, Jilmoví und Husle im Norden, Horní Loučky im Nordosten, Dolní Loučky im Osten, Nelepeč und Úsuší im Südosten, Chytálky, Falcov und Kuřimské Jestřabí im Süden, Kuřimská Nová Ves, Kutiny und Lubné im Südwesten, Řikonín im Westen sowie Ostrov und Tišnovská Nová Ves im Nordwesten.

## Geschichte
Das Dorf entstand im 13. Jahrhundert. Auf dem Hügel nordwestlich über dem Ort bestand seit der Mitte des 13. Jahrhunderts eine Feste, die als Sitz der Herren von Újezd diente. Urkundlich belegt ist Újezd seit 1334, als die Eheleute Půta und Markéta von Újezd ihr Patronatsrecht über die Pfarrkirche St. Ägidius dem Augustinerkloster Doubravník schenkten. Um 1400 fiel die Feste wüst. Nach dem Aussterben der Herren von Újezd fiel deren Besitz 1469 dem Geschlecht Vojna von Litava zu. Von diesen erwarb 1490 Wilhelm II. von Pernstein Újezd zusammen mit weiteren umliegenden Dörfern. Die Pfarre Újezd erlosch im 16. Jahrhundert. Die Herren von Pernstein überließen Újezd 1593 im Zuge eines Gütertausches an das Kloster Porta Coeli. Bis zur Aufhebung des Klosters während der Josephinischen Reformen im Jahre 1782 blieb Újezd dem Zisterzienserkloster untertänig. Anschließend wurde das Dorf Teil der Herrschaft Porta Coeli.
Nach der Aufhebung der Patrimonialherrschaften bildete Aujezd ab 1850 eine Gemeinde im Brünner Bezirk und Gerichtsbezirk Tischnowitz. Zum Ende des 19. Jahrhunderts wurde das Dorf als Oujezd und schließlich als Újezd bezeichnet. 1892 wurde eine einklassige Dorfschule eingeweiht. Seit 1896 gehörte die Gemeinde zum neu gebildeten Bezirk Tischnowitz. Zwischen 1939 und 1953 erfolgte südlich oberhalb des Dorfes der Bau der zweigleisigen Eisenbahnstrecke von Brno nach Havlíčkův Brod. Nach der Auflösung des Okres Tišnov kam das Dorf mit Beginn des Jahres 1961 zum Okres Žďár nad Sázavou und wurde zugleich nach Horní Loučky eingemeindet. Zur Unterscheidung von der gleichnamigen Gemeinde Újezd führt der Ort seither den amtlichen Namenszusatz u Tišnova. In den Jahren 1975 bis 1985 erfolgten archäologische Grabungen auf dem Hrádek. Seit 1990 bildet Újezd u Tišnova wieder eine eigene Gemeinde. Am 1. Januar 2005 wurde Újezd u Tišnova dem Okres Brno-venkov zugeordnet. Die ehemalige Schule dient heute als Sitz des Gemeindeamtes und Lebensmittelladen.

## Gemeindegliederung
Für die Gemeinde Újezd u Tišnova sind keine Ortsteile ausgewiesen. Zu Újezd u Tišnova gehört der größte Teil der Siedlung Chytálky.

## Sehenswürdigkeiten
- Filialkirche des hl. Ägidius, am Dorfplatz, die Kirche ist seit dem 13. Jahrhundert nachweisbar und weist gotische und romanische Elemente auf. Der neogotische Glockenturm entstand 1854 anstelle eines hölzernen Vorgängerbaus. Der um die Kirche angelegte Friedhof wird seit dem 13. Jahrhundert genutzt. Die Kirche ist der Pfarre Dolní Loučky angeschlossen.
- Reste der Feste Újezd (Hrádek Újezd) aus dem 14. Jahrhundert, nordwestlich über dem Dorf auf der Kuppe Hrádek zwischen Tälern der Loučka und des Kozlí potok
- Mühle, die einzige noch in Betrieb stehende Mühle gilt als Kulturdenkmal, ihre Anlage und Ausstattung stammt aus den 1940er Jahren
- Eisenbahnviadukt über die Libochovka, südöstlich von Újezd u Tišnova